# 克夫拉赫
克夫拉赫（德语：Köflach）是奧地利的城鎮，位於該國東南部，由施泰尔马克州負責管轄，面積20.38平方公里，海拔高度449米，該地區自新石器時代有人類居住，2012年人口9,731。